# This Is Radio Clash
This Is Radio Clash è un singolo della band punk rock Clash, pubblicato nel 1981. Anche se non è mai stato inserito in nessuno dei loro album in studio, è stato pubblicato nelle seguenti raccolte: The Singles (1991), The Story of the Clash, Volume 1 (1988), Singles Box (2006), The Singles (2007), Clash on Broadway (1991).

## Il brano
Come il precedente singolo The Magnificent Seven, anche in questo brano reggae/dub/rap/punk-funk sono presenti sfumature hip hop simili a quelle dei brani della Sugarhill Gang e dei Grandmaster Flash & The Furious Five.
La "B-side" del singolo, Radio Clash, è un remix leggermente diverso di This Is Radio Clash e presenta un testo differente (pur trattando lo stesso argomento). Inoltre i Clash dichiararono che, in origine, le due canzoni dovevano essere un unico brano. Tuttavia, la differenza tra le due consiste esclusivamente su delle variazioni della stessa registrazione (non a caso i due brani hanno esattamente la stessa durata).
Le somiglianze tra la traccia 1 e la traccia 2 ha portato confusione nelle pubblicazioni della canzone. Nella versione rimasterizzata di Super Black Market Clash (in CD), raccolta di B-side, remix e rarità, Radio Clash è accreditata come "This Is Radio Clash". Lo stesso errore si è ripetuto nella track-list di The Essential Clash (raccolta del 2003). Al contrario, nella compilation Singles Box del 2006, il brano è accreditato come "Radio Clash".

## Tracce

### 45 giri
- Lato A

1. This Is Radio Clash — 4:10

- Lato B

1. Radio Clash — 4:10

### 12 pollici
- Lato A

1. This Is Radio Clash — 4:10
2. Radio Clash — 4:10

- Lato B

1. Outside Broadcast — 7:23
2. Radio 5 — 3:38

## Classifiche
| Anno | Classifica             | Posizione |
| ---- | ---------------------- | --------- |
| 1981 | Official Singles Chart | 47        |

## Formazione
- Joe Strummer —— voce
- Mick Jones —— chitarra elettrica, effetti sonori, voce
- Paul Simonon —— basso
- Topper Headon —— batteria

Musicisti aggiuntivi
- Gary Barnacle —— sassofono

Crediti
- The Clash —— produttore